# Eduard Hrbatý
Eduard Hrbatý SDB (15. srpna 1923 Hrochov – 21. května 2013) byl český římskokatolický kněz, salesián, politický vězeň komunistického režimu a bývalý arciděkan v Bílině. Jeho bratrem byl lední hokejista Jan Hrbatý.

## Život
Na kněze byl vysvěcen 8. dubna 1950 v Litoměřicích biskupem Trochtou. Jako salesián byl od roku 1950 internován v Oseku a později v Želivi. Po propuštění z internace v dubnu 1955 pracoval jako úředník v Olomouci, kde v listopadu téhož roku navázal kontakt s tajnou salesiánskou komunitou. Dne 25. září 1956 byl zatčen a na základě obvinění, že sloužil mše bez souhlasu církevního tajemníka byl v dubnu 1957 byl odsouzen k nepodmíněnému trestu odnětí svobody na dva roky v procesu Polák a spol. za maření dozoru nad církvemi a pobuřování proti republice. Z vězení byl propuštěn v roce 1960, avšak ocitl se pod dohledem Státní bezpečnosti.
V roce 1969 byl ustanoven farním vikářem v Bílině a ještě téhož roku administrátorem tamního arciděkanství, jakož i administrátorem excurrendo ve farnostech Jenišův Újezd, Mrzlice a Želenice. Po téměř třiceti letech působení ve funkci administrátora se od 1. února 1999 stal arciděkanem, jímž zůstal až do počátku 21. století. Roky odpočinku trávil nejprve v Zastávce u Brna, poté dožíval v kroměřížském Domově sv. Kříže.
Pohřben je na Ústředním hřbitově v Brně. 